# Чагино (Томская область)
Чагино — деревня в Кривошеинском районе Томской области, Россия. Входит в состав Иштанского сельского поселения.

## История
В 1926 году деревня Чагина состояла из 87 хозяйств, основное население — русские. В составе Иштанского сельсовета Кривошеинского района Томского округа Сибирского края.

## Население
| 1926 | 2002 | 2010 | 2012 | 2013 | 2014 | 2015 |
| ---- | ---- | ---- | ---- | ---- | ---- | ---- |
| 336  | ↘49  | ↘34  | ↘31  | ↗35  | ↘31  | ↗33  |
| 2021 |      |      |      |      |      |      |
| ↗43  |      |      |      |      |      |      |